# Corte Suprema de Justicia de la República del Perú
La Corte Suprema de Justicia de la República es el máximo órgano jurisdiccional del Perú. Su competencia se extiende a todo el territorio del país, siendo su sede el Palacio de Justicia ubicado en la ciudad de Lima.
En el Perú, la Constitución garantiza el derecho a la doble instancia por lo que la Corte Suprema solo conoce, como órgano de instancia de fallo, las apelaciones en los procesos que se interpongan ante las Salas Superiores, o los procesos que se inicien ante alguna Sala que conforme la misma Corte Suprema. También conoce exclusivamente los Recursos de Casación, los que no constituyen de ninguna manera una tercera instancia de fallo.
La Corte Suprema está conformada por diversas salas diferenciadas por la materia de su competencia. Según el artículo 30 de la Ley Orgánica del Poder Judicial, cada sala está compuesta por cinco jueces supremos que, en el Perú, son denominados "vocales supremos". La reunión de los vocales de todas las salas se denomina como "Sala Plena" y, según el artículo 143 de la Constitución es el máximo órgano deliberativo del Poder Judicial.
El actual presidente de la Corte Suprema es Janet Tello quien, según el artículo 143 de la Constitución, es también Presidente del Poder Judicial.

## Composición
La Corte Suprema se compone por nueve Salas Supremas:
- Sala Civil Permanente
- Sala Civil Transitoria
- Sala Penal Permanente
- Sala Penal Transitoria
- Sala Constitucional y Social Permanente
- Primera Sala Constitucional y Social Transitoria
- Segunda Sala Constitucional y Social Transitoria
- Tercera Sala Constitucional y Social Transitoria
- Cuarta Sala Constitucional y Social Transitoria

La Corte Suprema se encuentra integrada tanto por Jueces Supremos Titulares y Jueces Supremos Provisionales, quienes sustituirán a los titulares en caso de vacancia, licencia o impedimento. Los Jueces Supremos se distribuyen en cada una de las Salas Supremas que la ley establezca. El Presidente de la Corte Suprema y el Juez Supremo Jefe de la Oficina de Control de la Magistratura no integran ninguna Sala Suprema. La Corte Suprema consta de tres Salas Supremas Permanentes (Civil, Penal, y Constitucional y Social), pudiendo crearse por ley Salas Supremas Transitorias. Cada Sala Suprema está integrada por cinco Jueces Supremos, los que eligen un Presidente de entre ellos.

## Organización Actual

### Sala Plena de la Corte Suprema
La Sala Plena de la Corte Suprema de Justicia es el máximo órgano deliberativo del Poder Judicial y decide sobre la marcha institucional de dicho poder tal como lo señala el artículo 79 de la Ley Orgánica del Poder Judicial. La preside el presidente de la Corte Suprema y está integrada por todos los vocales supremos ya sean titulares y provisionales.
La Sala Plena se reúne, cuando menos, dos veces al año debiendo ser una de ellas en la fecha de apertura del Año Judicial. El Presidente del Poder Judicial puede convocarla en cualquier momento por iniciativa propia o por solicitud de, por lo menos, la tercera parte de sus miembros. 
En la actualidad está compuesta por:
- César Eugenio San Martín Castro (2004-)[n 1]
- Víctor Roberto Prado Saldarriaga (2007-)[n 2]
- Ana María Aranda Rodríguez (2011-)
- Javier Arévalo Vela (2011-)
- Jorge Luis Salas Arenas (2011-) (actual Presidente del Jurado Nacional de Elecciones 2020-2024)
- Elvia Barrios Alvarado (2011-)
- Janet Ofelia Lourdes Tello Gilardi (2013-) (actual Presidente de la Corte 2025-2026)
- Héctor Enrique Lama More (2016-)
- Carlos Giovanni Arias Lazarte (2017-)
- Mariem Vicky de la Rosa Bedriñana (2017-)
- Carlos Alberto Calderón Puertas (2022-)
- Emilia Bustamante Oyague (2022-)
- Ulises Augusto Yaya Zumaeta (2022-)
- Manuel Estuardo Luján Tupez (2022-)
- Víctor Antonio Castillo León (2022-)
- Roberto Rolando Burneo Bermejo (2022-)